# Sultan Rashed
Sultan Rashed (Emiratos Árabes Unidos, 5 de diciembre de 1976) es un exfutbolista de los Emiratos Árabes Unidos que jugaba en la posición de defensa.

## Carrera

### Club
| Periodo   | Club          |
| --------- | ------------- |
| 1997-2009 | Al Ain FC     |
| 2009-2011 | Al-Salmiya SC |

### Selección nacional
Jugó para Emiratos Árabes Unidos en 51 ocasiones de 1998 a 2004 y anotó tres goles; participó en la Copa Asiática 2004 y en los Juegos Asiáticos de 1998.

## Logros
- UAE Pro League (5): 1997-98, 1999-00, 2001-02, 2002-03, 2003-04
- Copa Presidente de Emiratos Árabes Unidos (5): 1998-99, 2000-01, 2004-05, 2005-06, 2008-09